# Ecce Homo (картина Босха)
«Ecce Homo» — картина нидерландского художника Иеронима Босха, относится к раннему периоду творчества художника. Видимо в XVII веке были стёрты, а затем полностью закрашены изображения донаторов в нижней части картины: слева прочитываются силуэты коленопреклонённых отца, четырёх (или пяти) сыновей и монаха-доминиканца между ними (видимо, их родственника).
Иисус, увенчанный терновым венцом, в кровь исхлёстанный бичами, стоит рядом с Пилатом и его спутниками перед толпой злобной черни. Диалог между Пилатом и народом передаётся готическими надписями. Из уст Пилата слышатся слова: «Ecce Homo» («Се человек»). Ответ толпы: «Crufige Eum» («Распни его!») ясен и без слов — достаточно взглянуть на враждебные лица и угрожающие движения стоящих внизу людей. Глумливые, отчуждённые, просто злобные или тупые лица сливаются в одно многоголовое чудовище, единое орудие зла. Энергичная, уверенная линия профилей свидетельствует о наступлении творческой зрелости мастера. Слова третьей надписи — «Salve nos Christe redemptor» («Спаси нас, Христос-искупитель!») — принадлежат двум донаторам и были помещены слева внизу, но позднее «записаны». Босх обозначает язычество толпы странными, причудливыми одеяниями и головными уборами, в том числе и псевдовосточными тюрбанами. Традиционные символы зла — сова в нише над головой Пилата и гигантская жаба, распластавшаяся на щите одного из воинов внизу, — призваны усилить безысходную мрачность сцены. На дальнем плане, за мостом, имеющим символический смысл перехода, грядущих перемен в судьбе, ответственного рубежа, требующего духовного преодоления, открывается панорама обычного брабантского городка с крепостными башнями, собором, домами, увенчанными высокими ступенчатыми фронтонами. На балконе одного из домов (видимо, ратуше) появляется красный флаг с белым полумесяцем, в христианском контексте — как знак «неверных» — символизирующий измену, предательство Христа. Враги Христа отождествляются с мусульманским миром, который в эпоху Босха и ещё много веков спустя владел святынями христианства.

## Другие версии

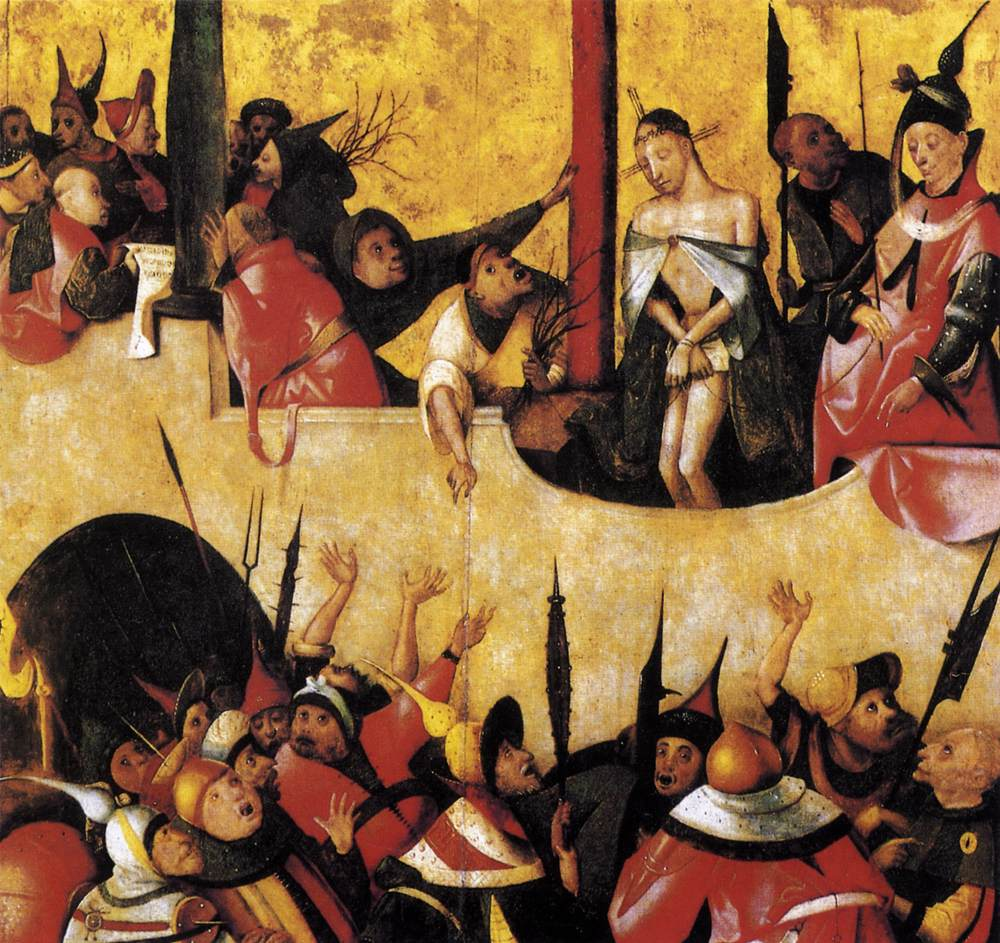
Подражатель Босха. Ecce Homo (Се Человек). 1500—1504. Художественный музей. Филадельфия
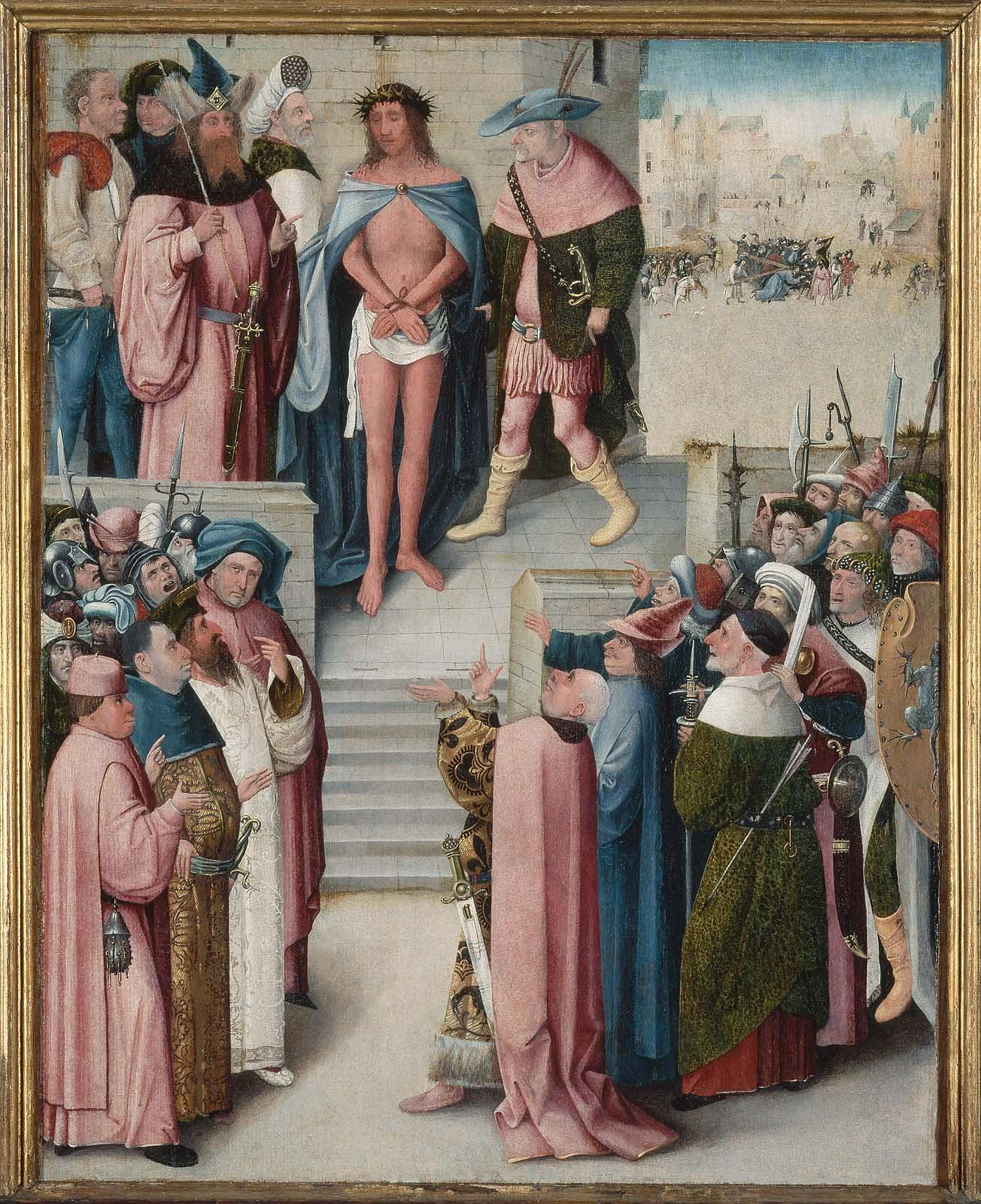
Мастерская Босха. Ecce Homo (Се Человек). 1496—1500. Музей изящных искусств. Бостон